# Maiar
Els Maiar (singular Maia) són una raça de l'univers fantàstic de la Terra Mitjana, creat per J. R. R. Tolkien.
Els Maiar són els esperits que baixaren a Arda per ajudar els Valar en l'afaiçonament del món. Suposadament existeix un gran nombre de Maiar, tot i que pocs d'entre ells són anomenats.
Els seus caps són Eönwë, porta-estendard i herald de Manwë, i Ilmarë, servidora de Varda.
Cadascun dels Maiar s'associa a un o més Valar. Així per exemple, Ossë i Uinen, com a esperits del mar pertanyien a Ülmo, mentre que Curumo (conegut a la Terra Mitjana com a Saruman) pertanyia a Aulë. Aiwendil (conegut a la Terra Mitjana com a Radagast el Bru) pertanyia a Yavanna i Olórin (conegut com a Gandalf) pertanyia a Manwë i Varda. Sàuron que pertanyia inicialment a Aulë, caigué al servei de Mélkor.
Els Balrogs, de la mateixa manera que Sàuron, són Maiar corromputs per Mélkor, i el seu Vala associat no és conegut.
Na Melian servia tant a Varda com a Estë.